# Rosse kwak
De rosse kwak (Nycticorax caledonicus) is een van de kleinere leden van de reigerfamilie die voorkomt in de Indische Archipel en Australië.

## Kenmerken
De kruin van de volwassen rosse kwak is zwart. Verder is de vogel donker kaneelkleurig van boven en roomwit van onder met een waas van oker op de borst. De jongere vogels hebben een naar verhouding sober, bruingestreept verenkleed. De lichaamslengte bedraagt 56 tot 63,5 cm. Het verenkleed is bij beide geslachten gelijk.

## Ondersoorten en verspreiding
Er zijn vijf nog levende ondersoorten en één uitgestorven ondersoort:
- N. c. manillensis: Filipijnen, Noord-Borneo, Sulawesi.
- N. c. australasiae: van Java tot Nieuw-Guinea, Australië en Nieuw-Zeeland (de populatie in Nieuw-Zeeland is ontstaan door introductie door de mens).
- N. c. pelewensis: Palau-eilanden en Carolinen.
- N. c. caledonicus: Nieuw Caledonië.
- N. c. mandibularis: Bismarck-archipel en Salomonseilanden.
- † N. c. crassirostris: Uitgestorven in Japan.

## Leefgebied en status
Overdag verschuilen ze zich in kleine groepen in dicht struikgewas, maar soms ook in kale bomen. Deze reiger verlaat in de schemering de overnachtingsplaats om elders te gaan vissen in ondiep water van uiterwaarden of in mangrovebos in riviermondingen.
De rosse kwak heeft een enorm groot verspreidingsgebied en daardoor alleen al is de kans op de status  kwetsbaar (voor uitsterven) uiterst gering. De grootte van de populatie is niet gekwantificeerd. Er is geen aanleiding te veronderstellen dat de soort in aantal achteruit gaat. Om deze redenen staat de rosse kwak als niet bedreigd op de Rode Lijst van de IUCN.

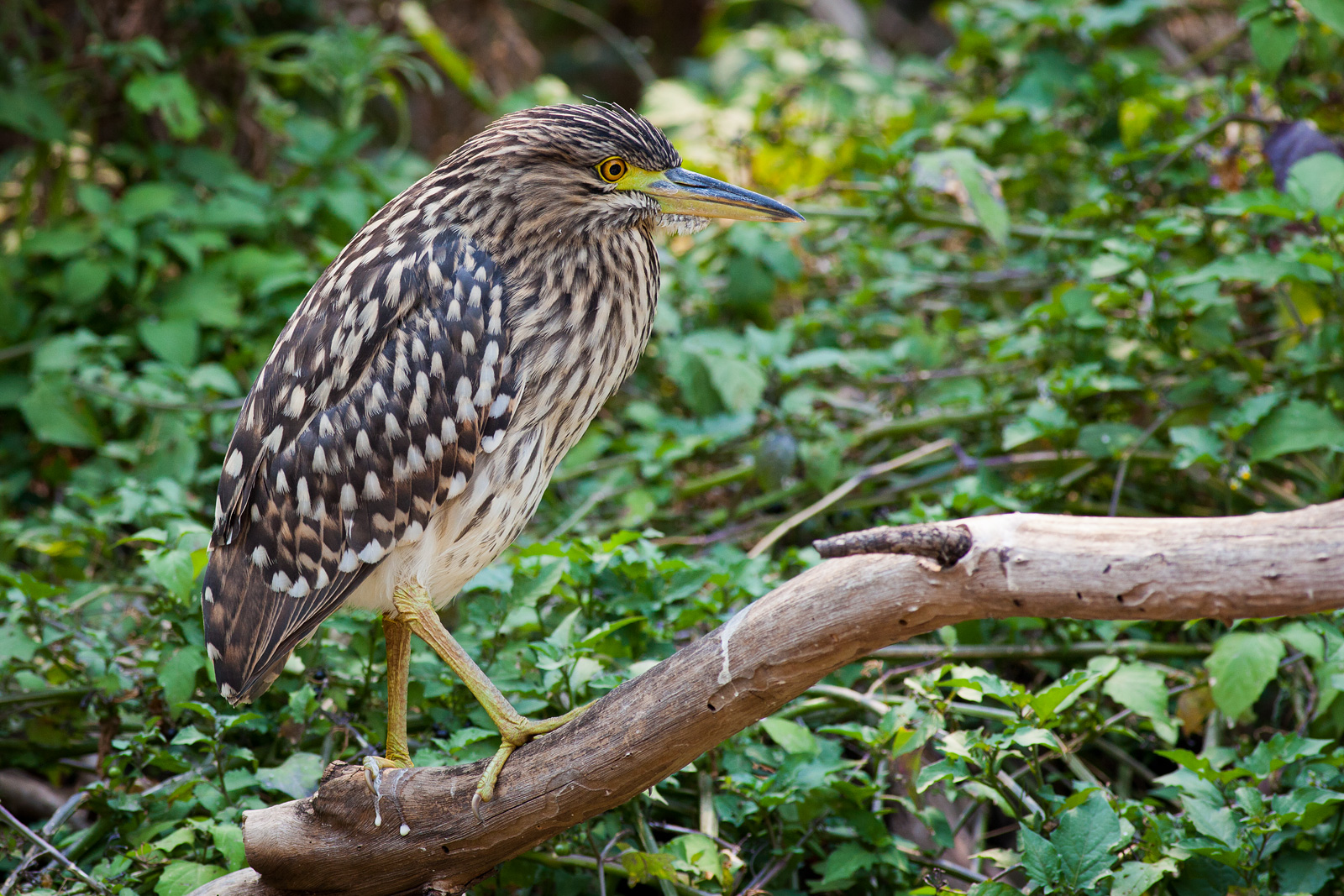
Onvolwassen vogel
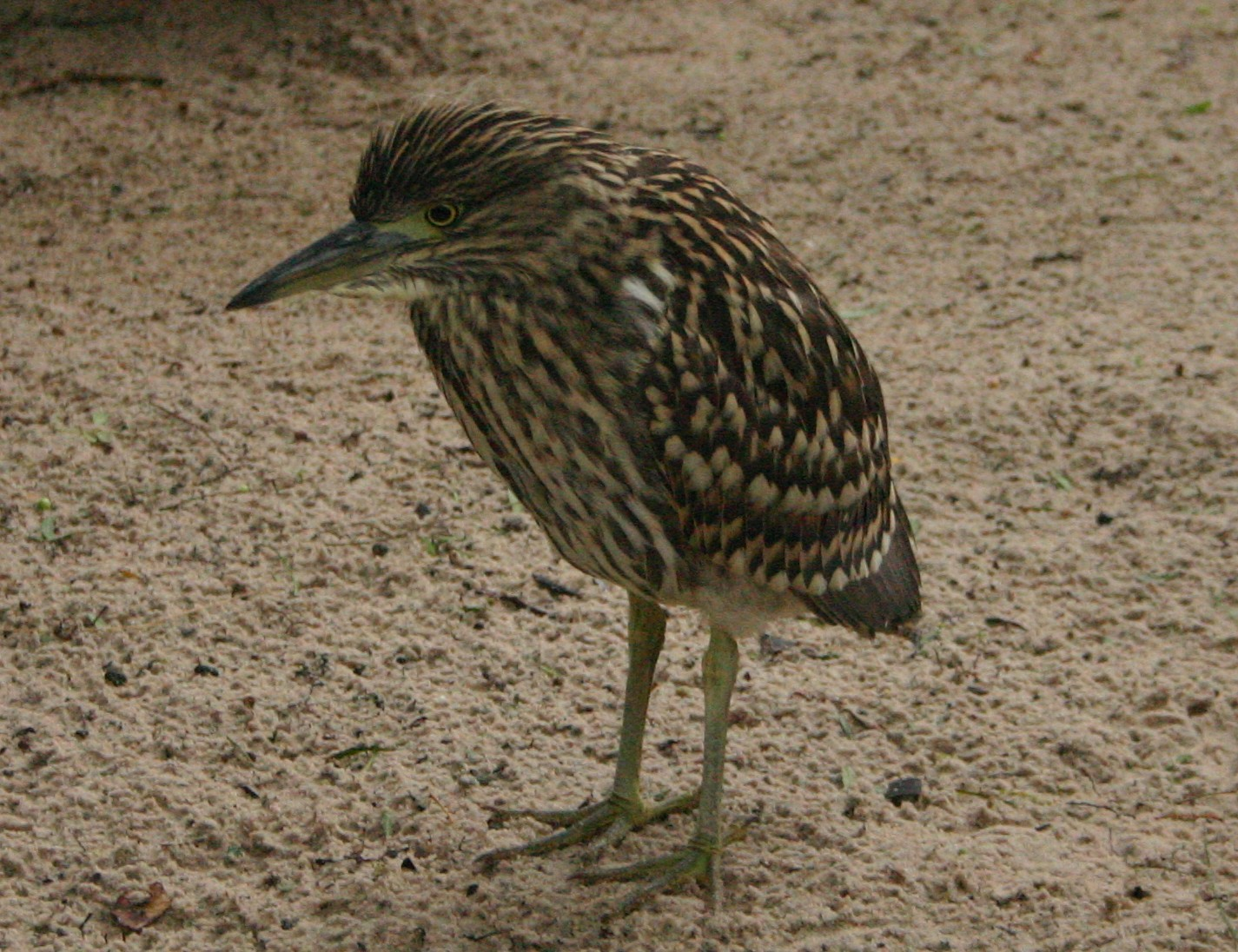
Foto uit de dierentuin van Melbourne
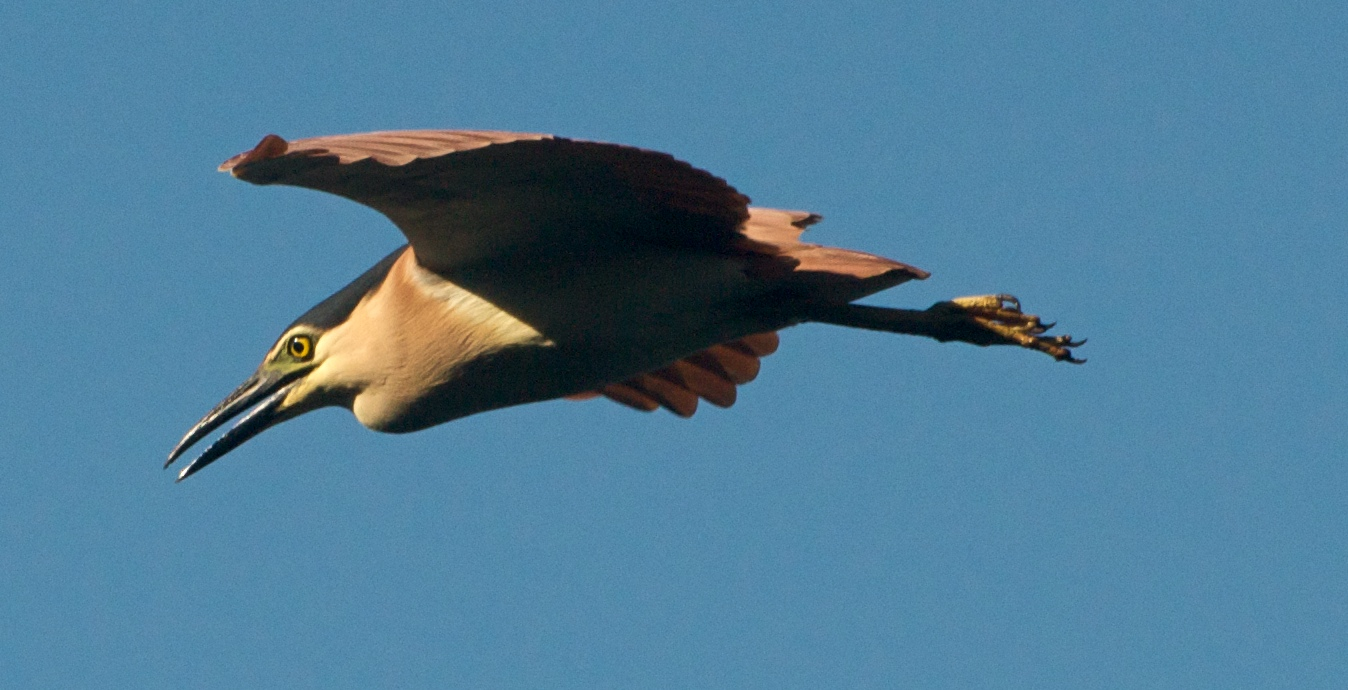
In vlucht
- Video uit Queensland
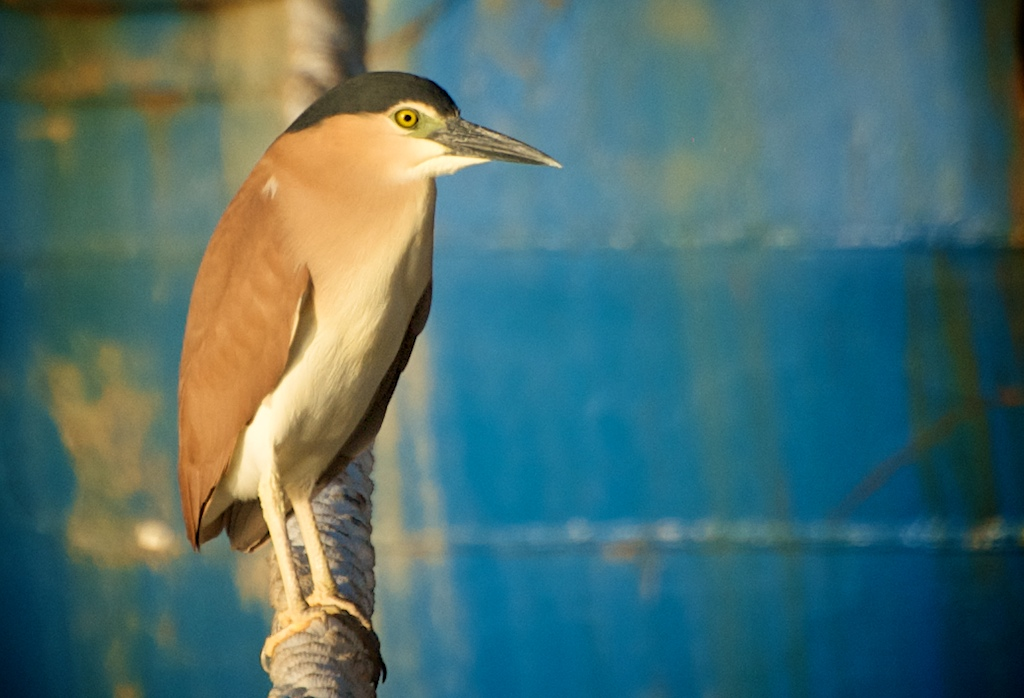
Volwassen vogel